# Шварценбах ан дер Зале
Шварценбах ан дер Зале (њем. Schwarzenbach an der Saale) град је у њемачкој савезној држави Баварска. Једно је од 27 општинских средишта округа Хоф. Према процјени из 2010. у граду је живјело 7.485 становника. Посједује регионалну шифру (AGS) 9475168.

## Географски и демографски подаци
Шварценбах ан дер Зале се налази у савезној држави Баварска у округу Хоф. Град се налази на надморској висини од 508 метара. Површина општине износи 59,2 km². У самом граду је, према процјени из 2010. године, живјело 7.485 становника. Просјечна густина становништва износи 126 становника/km².

## Међународна сарадња
| Мјесто     | Држава     | Врста сарадње | Од    |
| ---------- | ---------- | ------------- | ----- |
|            | Швајцарска | контакт       | 1979. |
| Шварценбах | Аустрија   | контакт       | 1979. |
| Извор      |            |               |       |